# Liste gebürtiger Ludwigshafener
Die Liste gebürtiger Ludwigshafener enthält Personen, die in Ludwigshafen am Rhein (einschließlich der früher selbständigen und im Laufe der Zeit eingemeindeten Orte) geboren wurden.

## Bis 1800

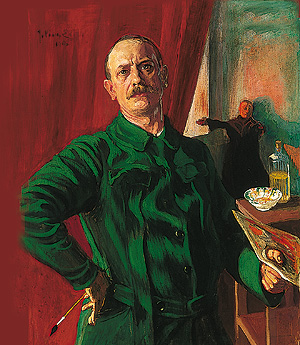
Julius Exter

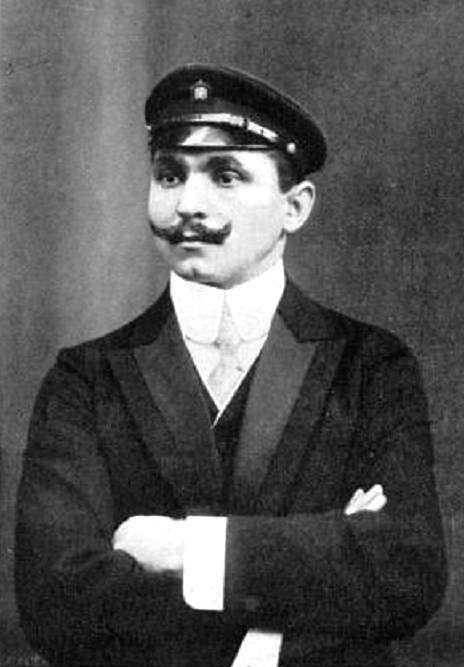
Carl Jörns

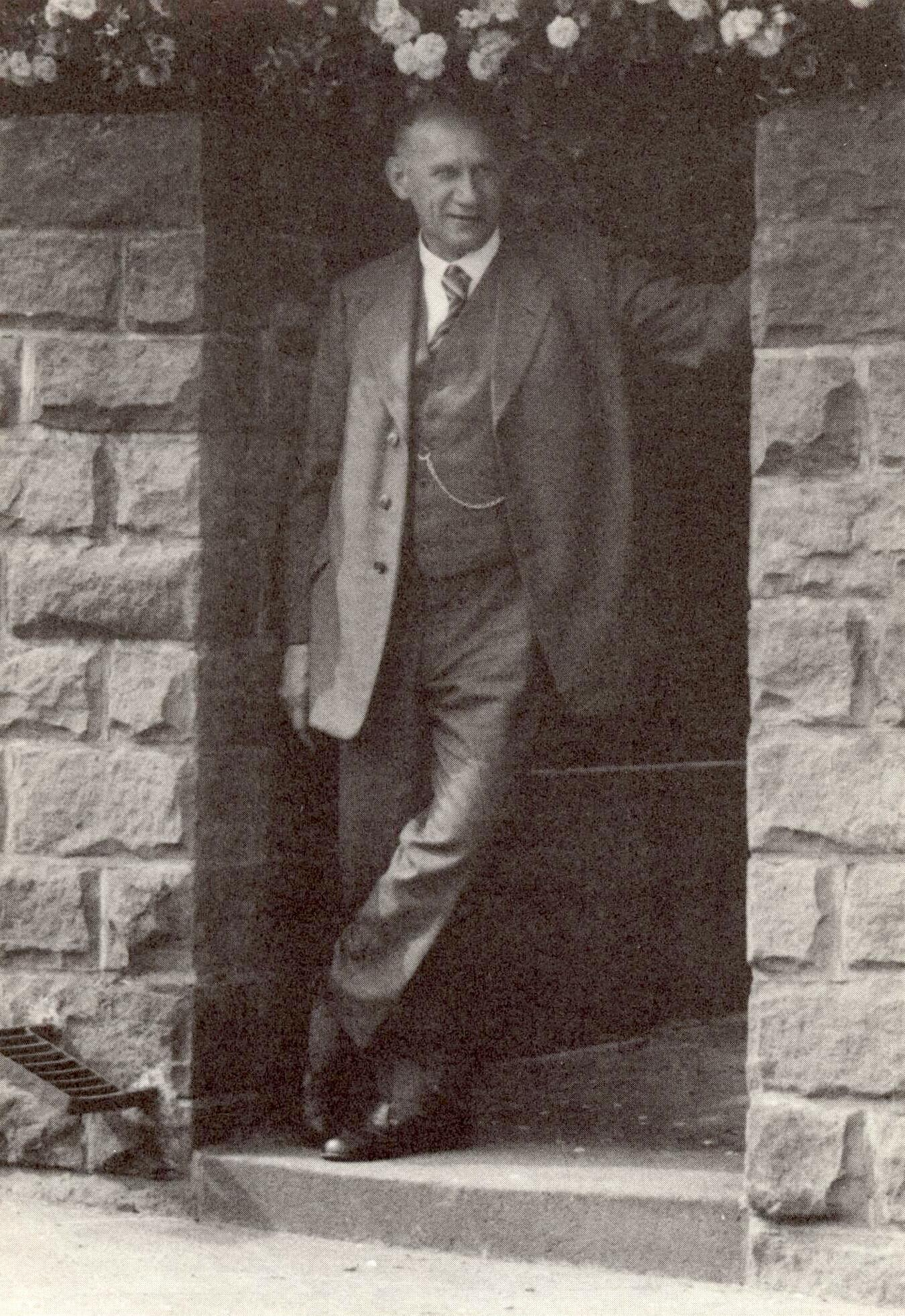
Paul Münch

Otto Meyer

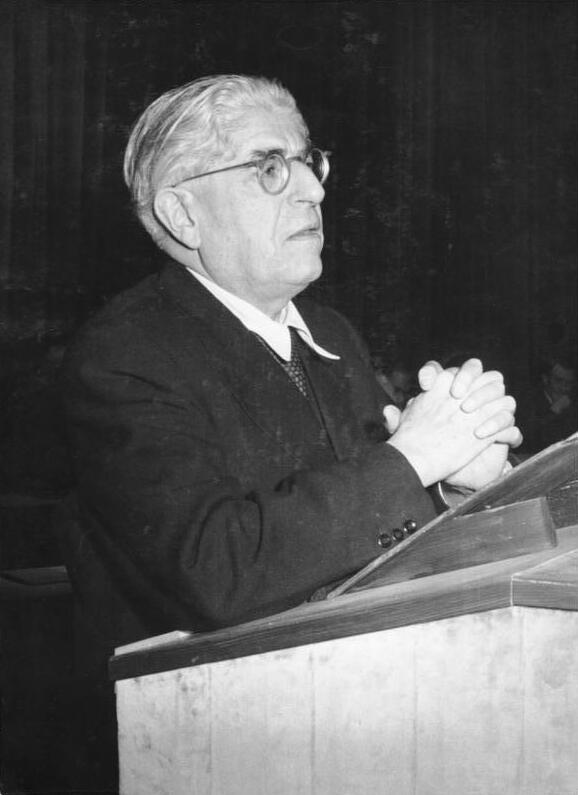
Ernst Bloch

William Dieterle

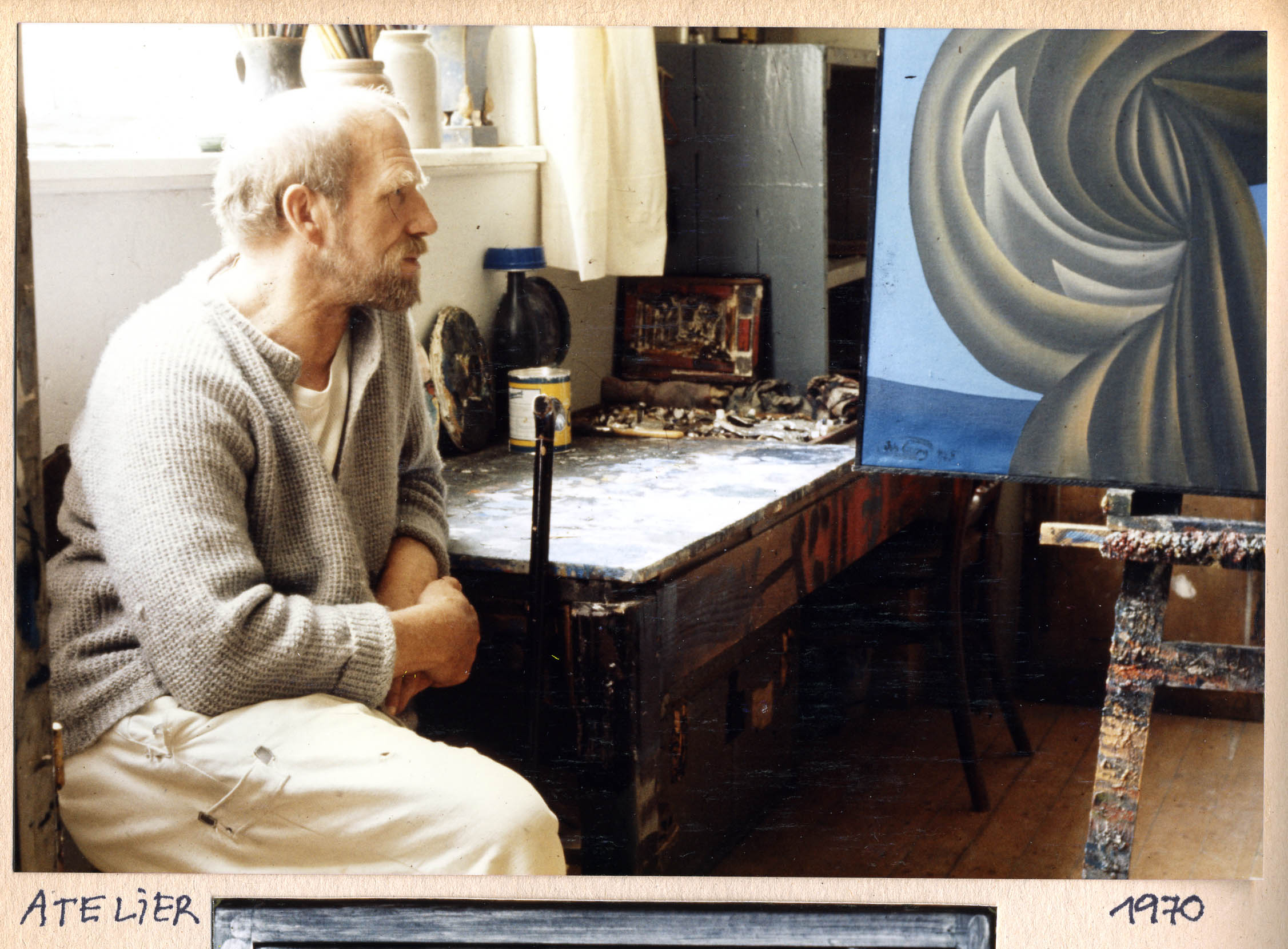
Johann Georg Müller

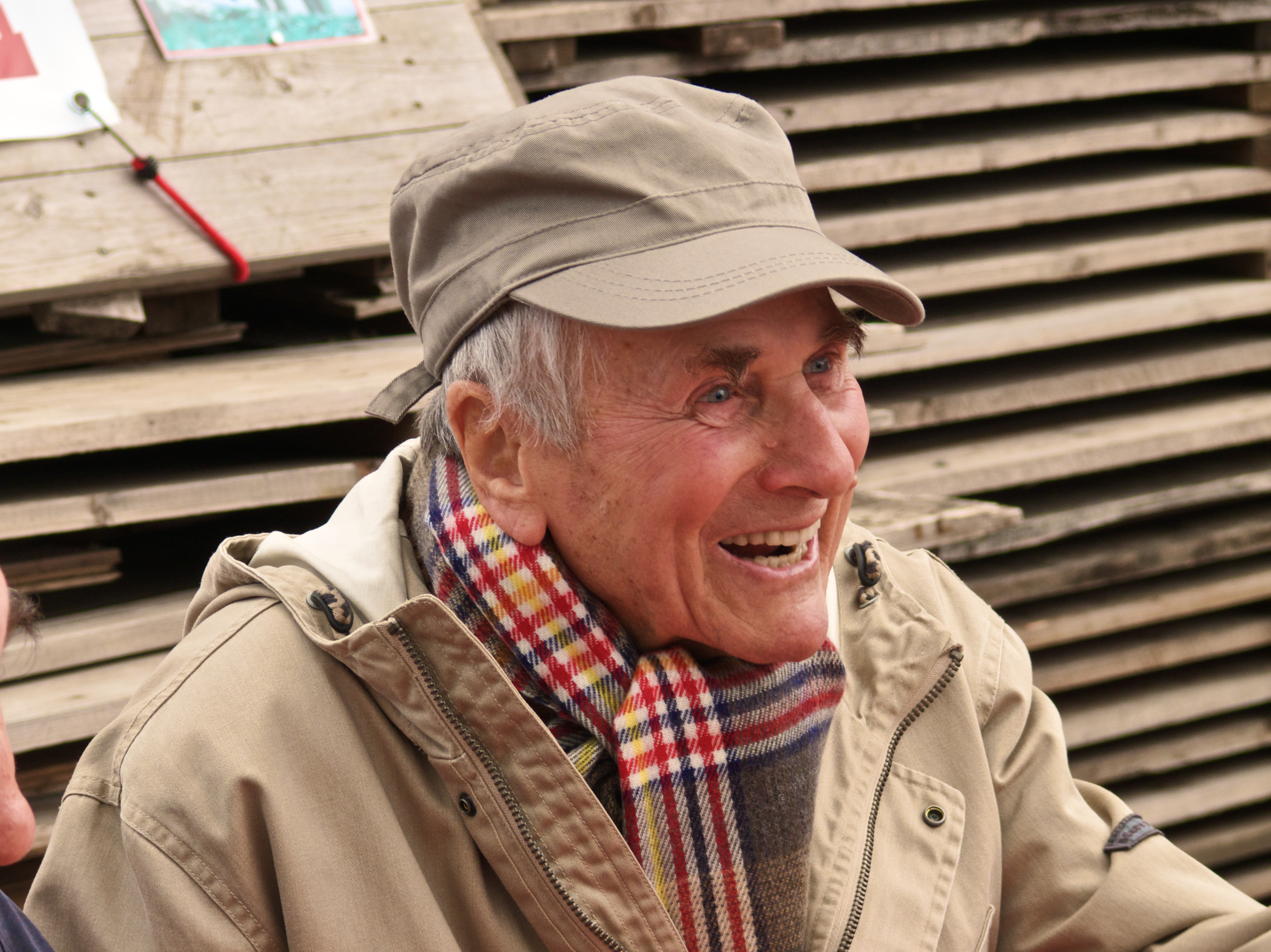
Rudi Kurz

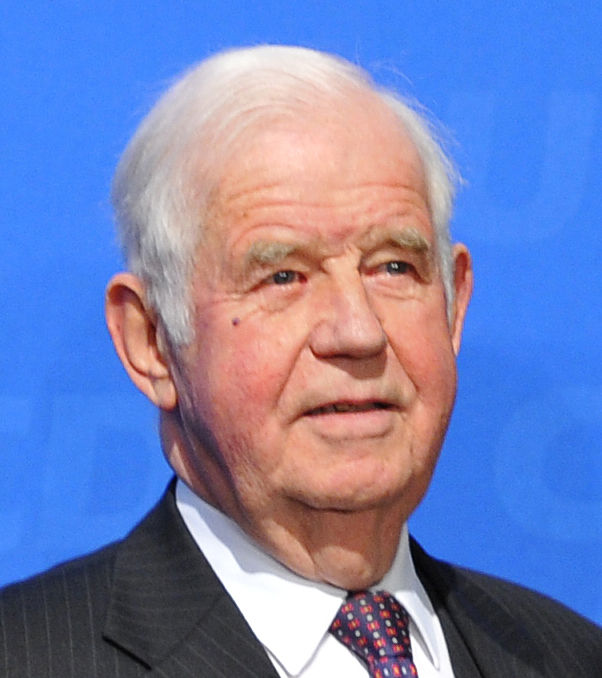
Kurt Biedenkopf

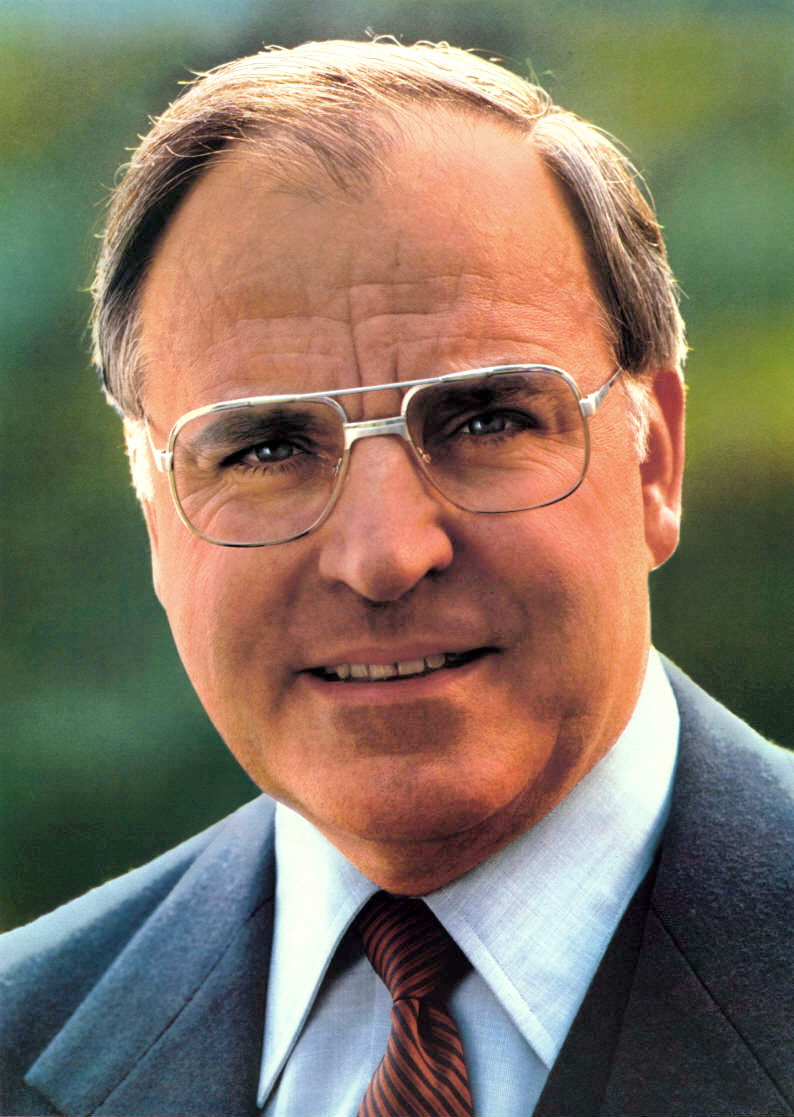
Helmut Kohl

Hans Bernhard Kief

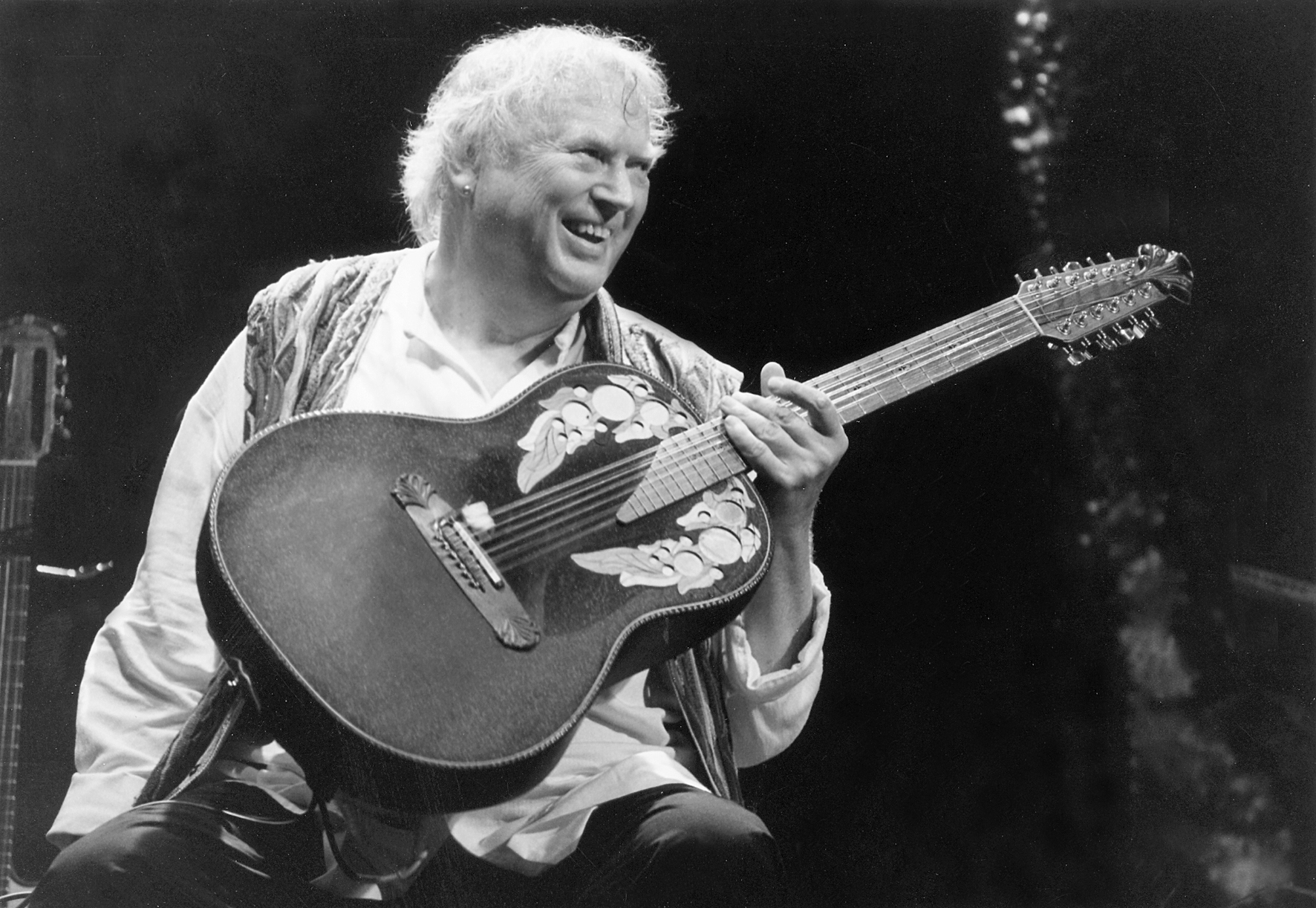
Sigi Schwab

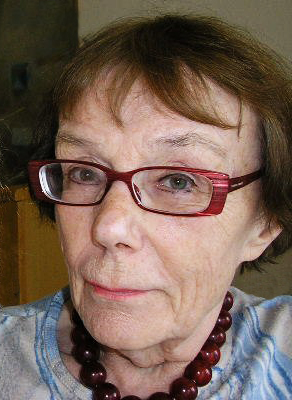
Ute Petry

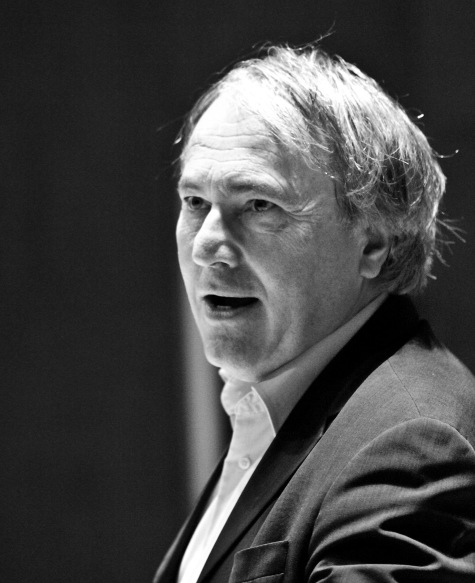
Frieder Bernius

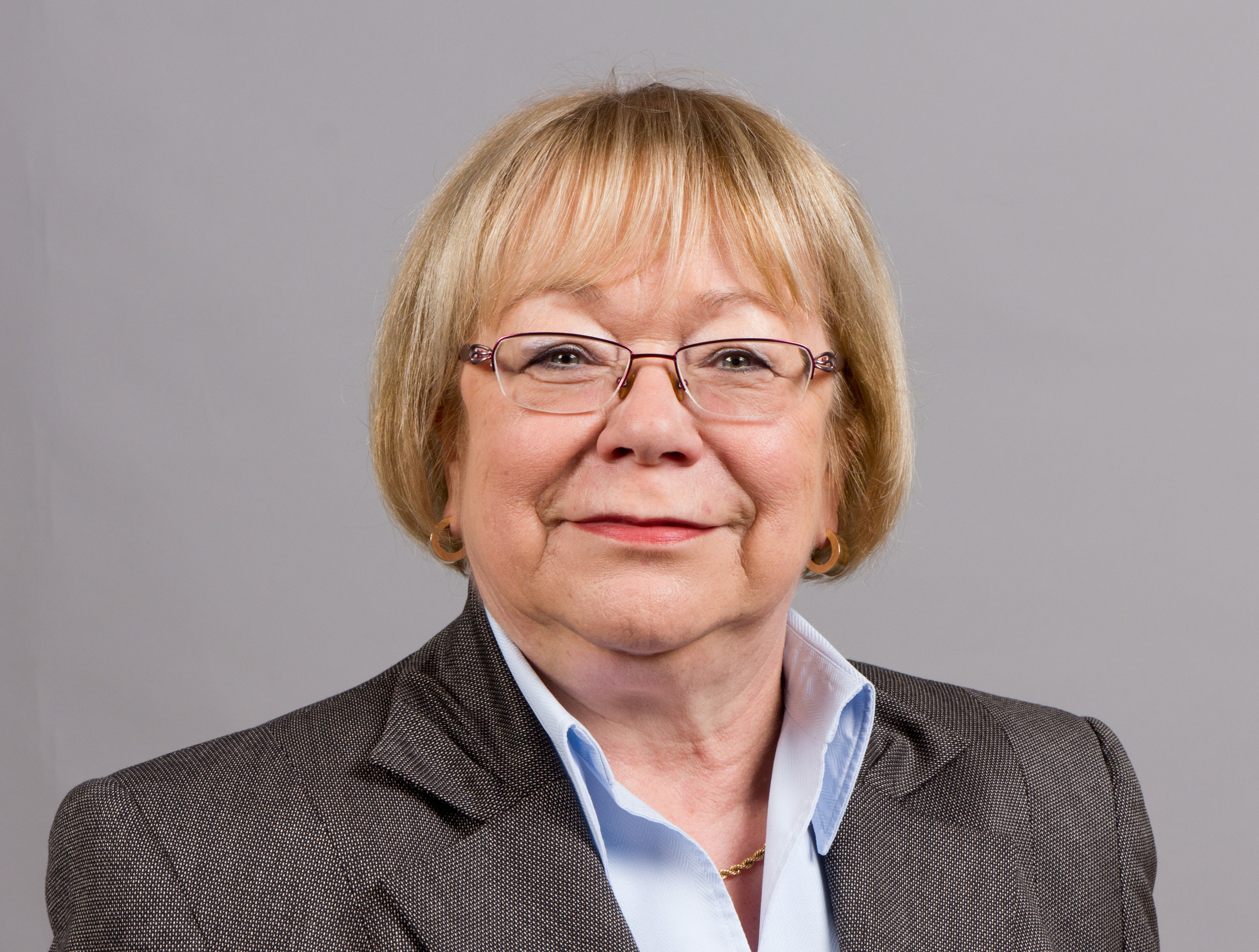
Hannelore Klamm

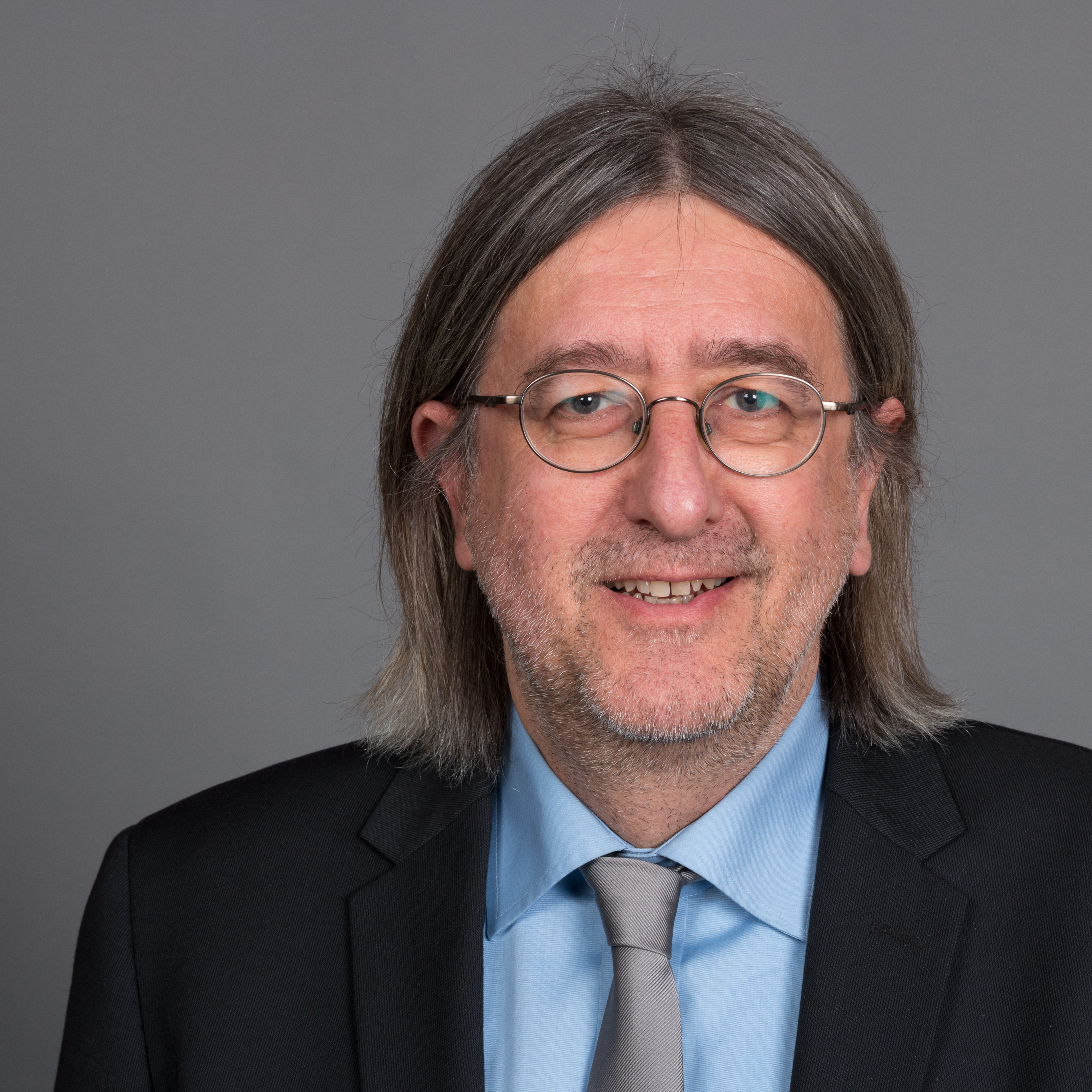
Bernhard Braun

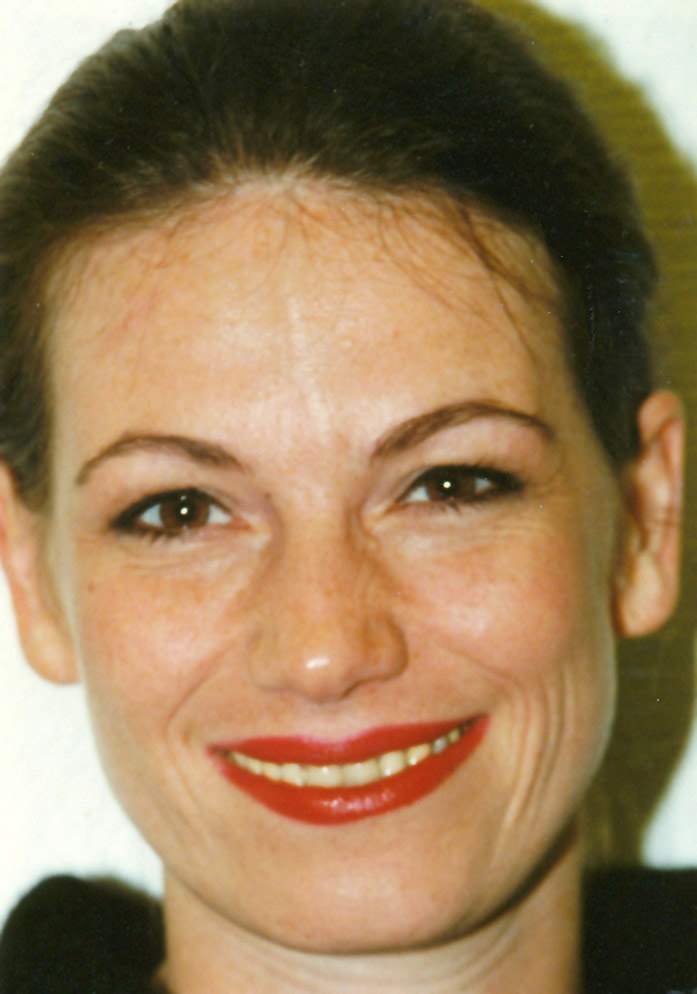
Sabine Vitua

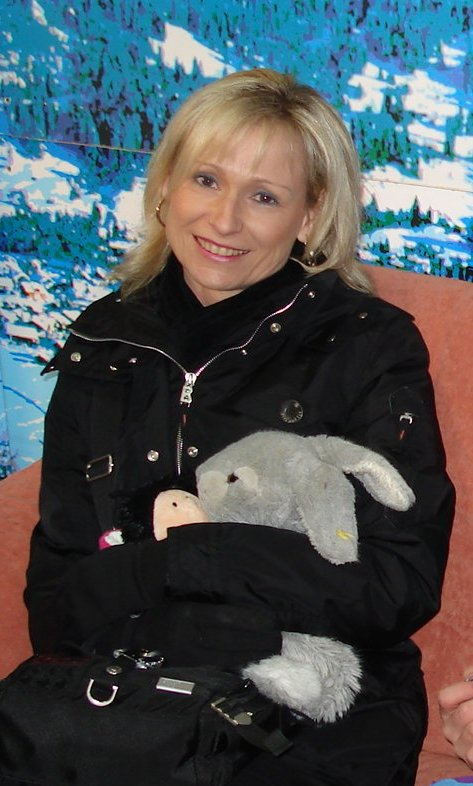
Claudia Leistner

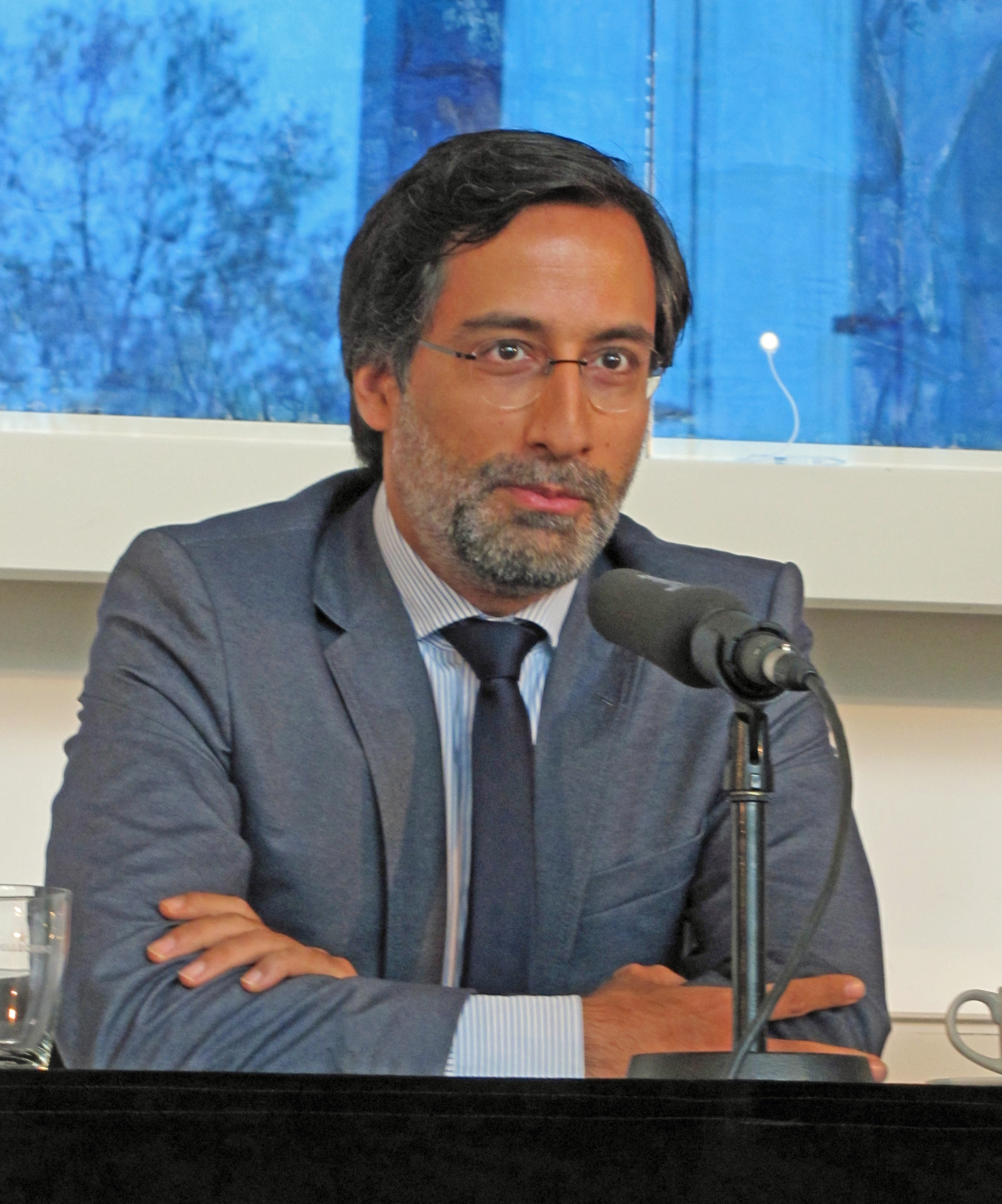
Alexander Görlach

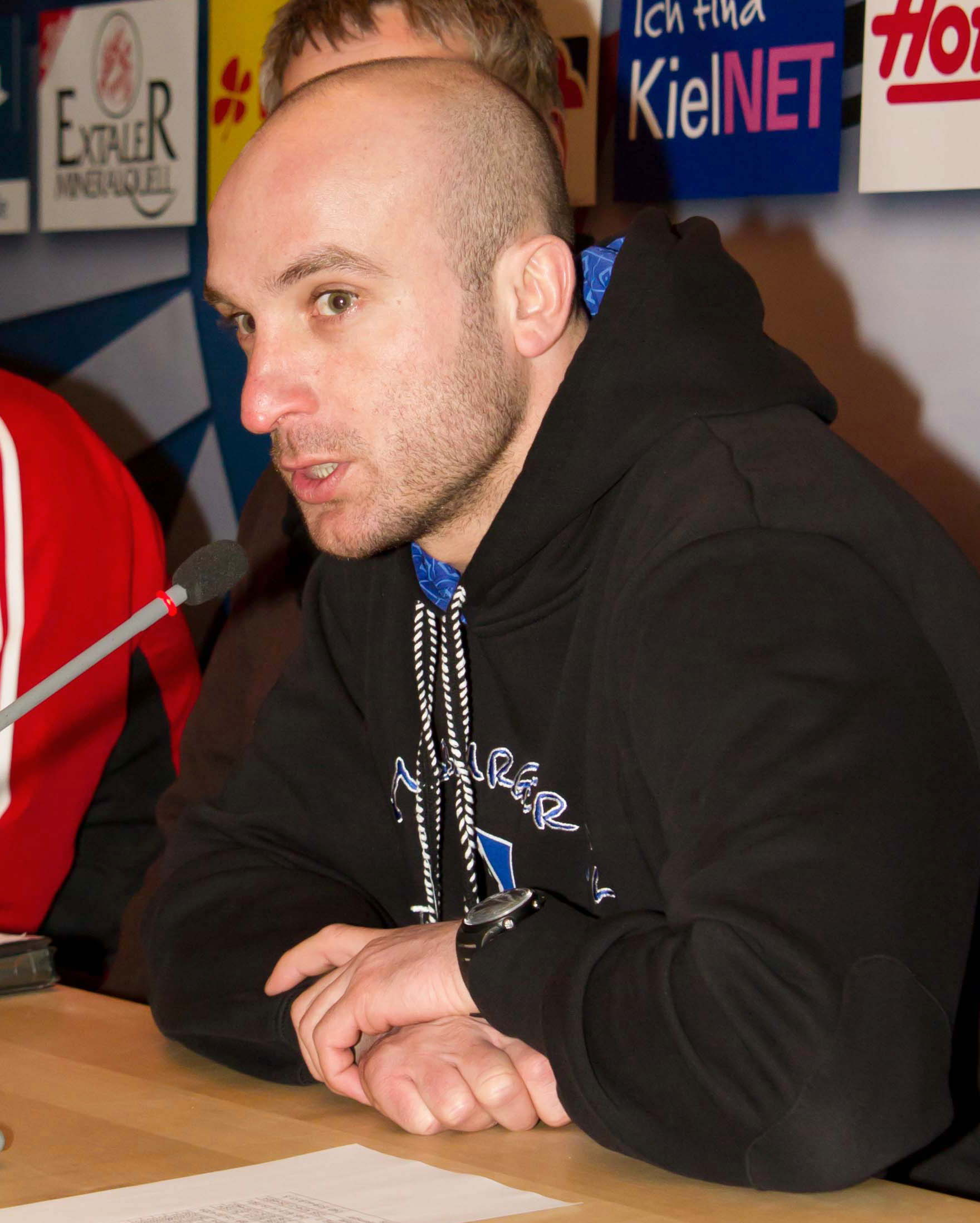
Soner Uysal

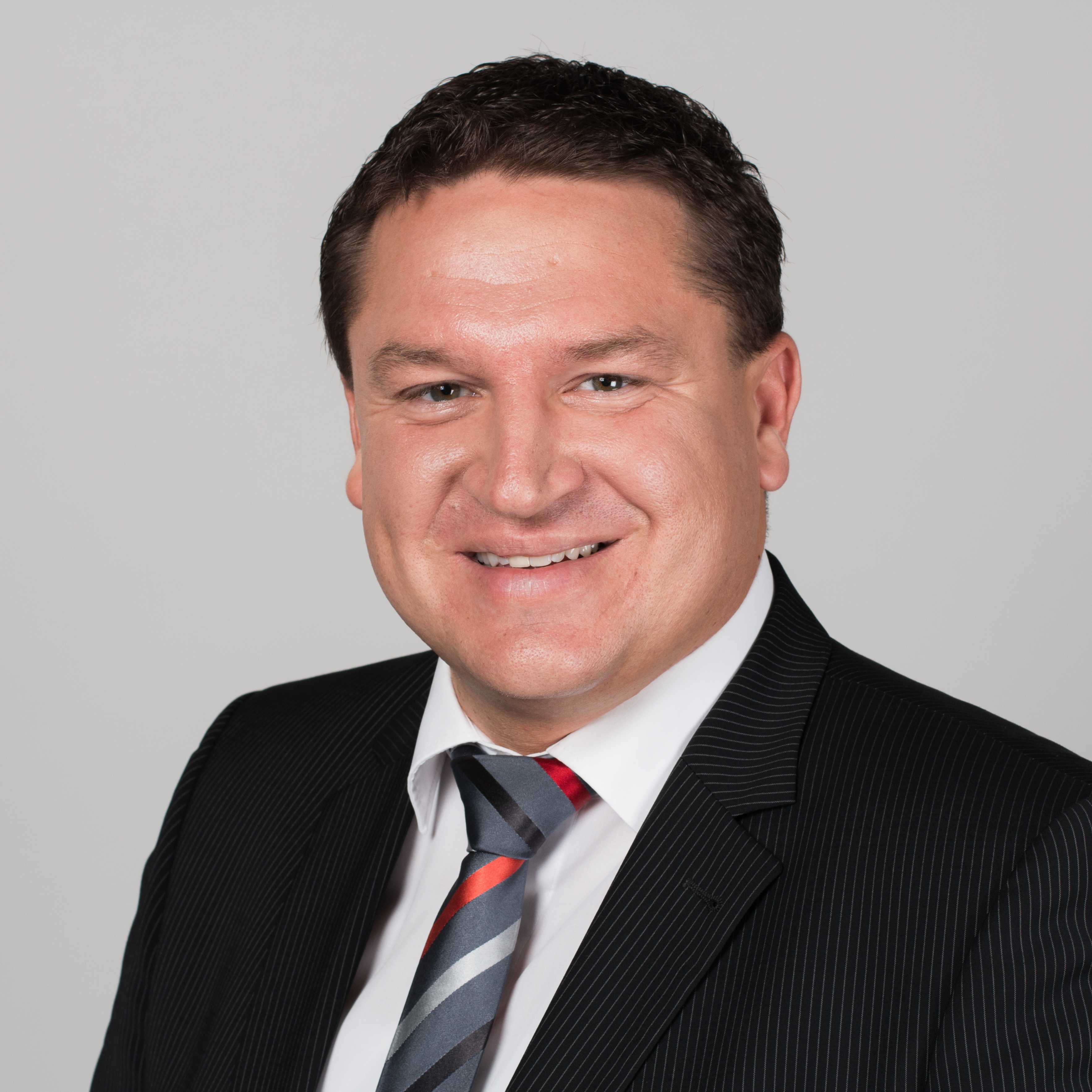
Marcus Held

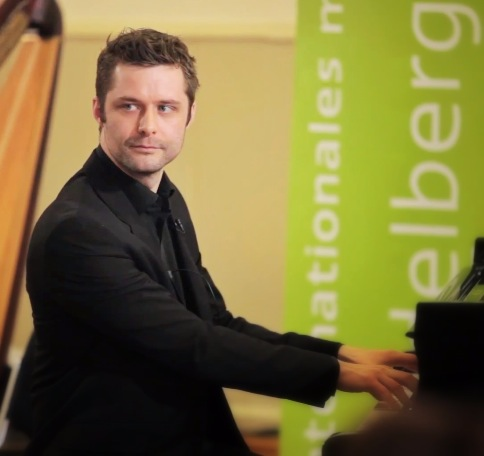
Friedrich Heinrich Kern

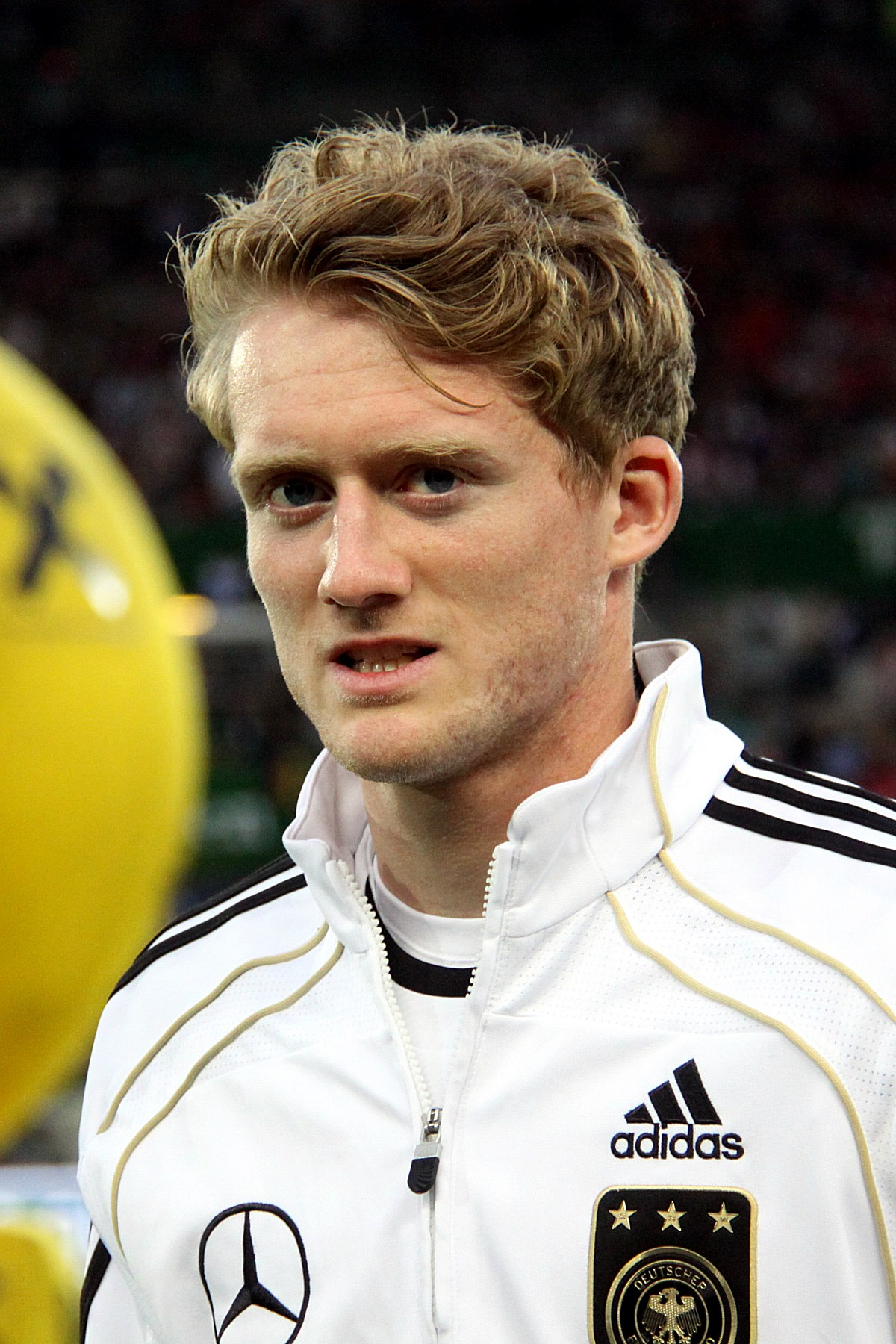
André Schürrle

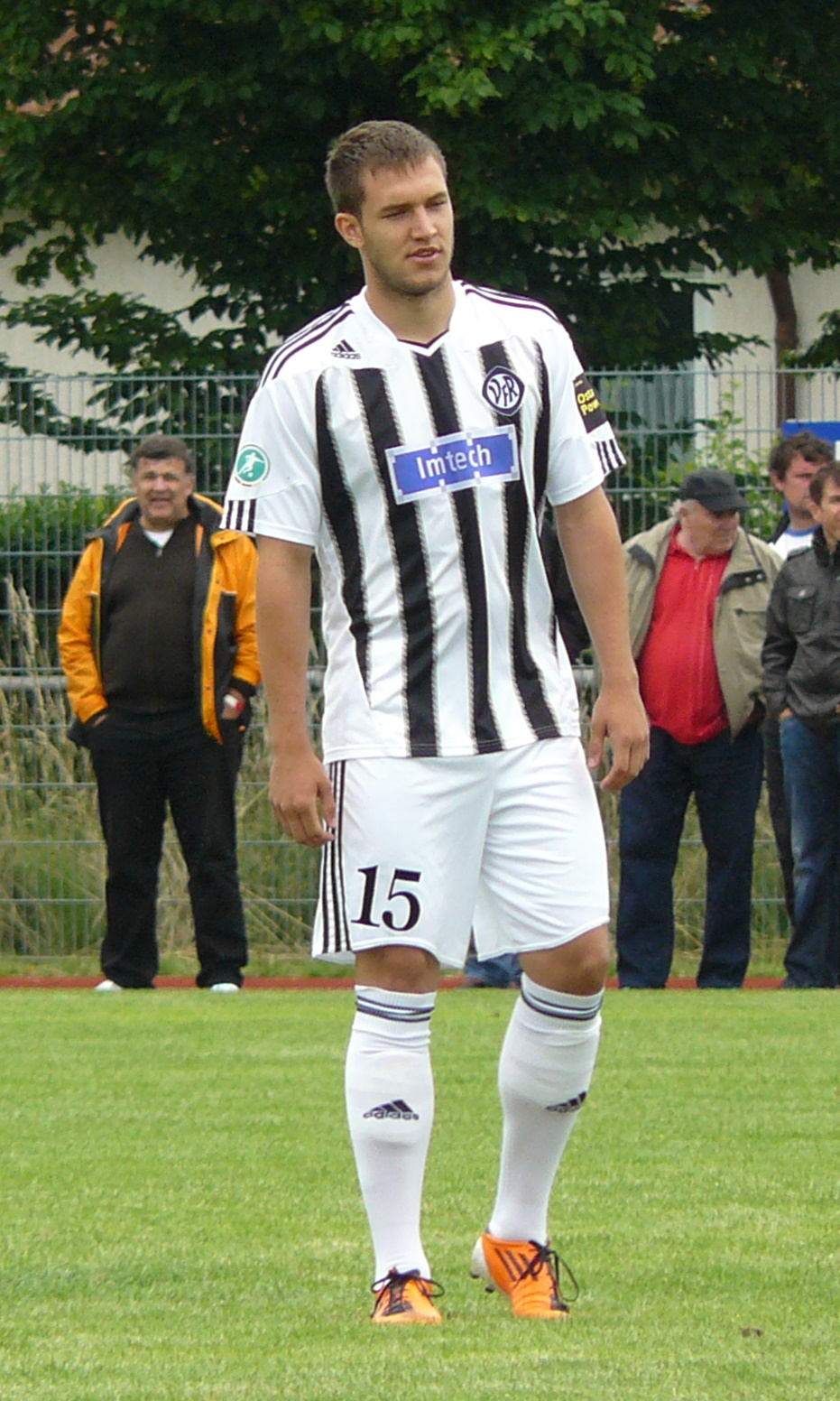
Christoph Sauter

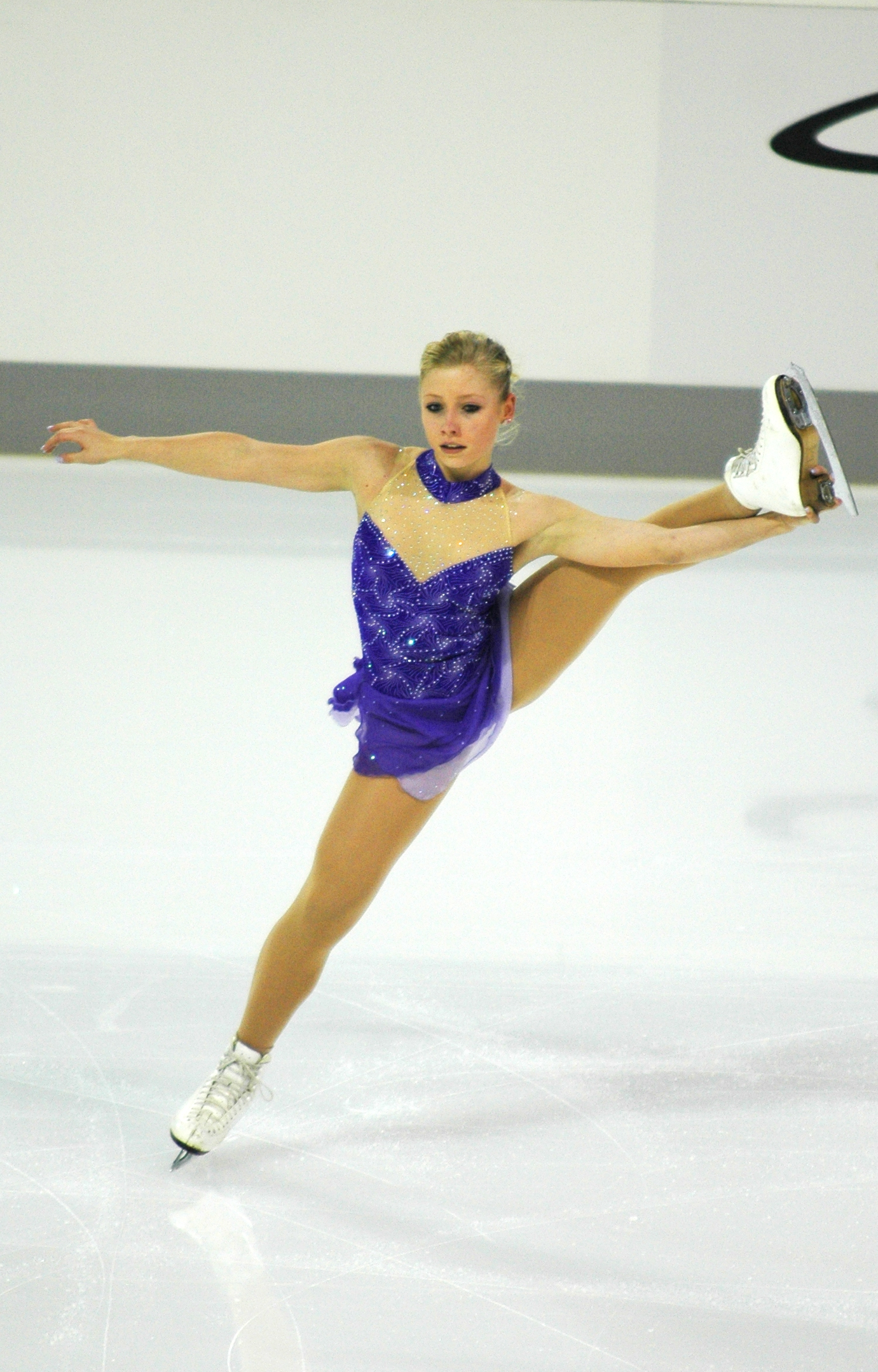
Julia Pfrengle

- 1666, Lemle Moses Reinganum, † 25. März 1724, kurpfälzischer Hofjude

## 19. Jahrhundert

### 1801 bis 1850
- 1808, 5. Juli, Eduard von Heuss, † 24. Oktober 1880 in Bodenheim, großherzoglich hessischer Hofrat, Hofmaler und Lithograf
- 1836, 26. Februar, Philipp Victor Pauli, † 20. August 1920 in Bensheim, Chemiker

### 1851 bis 1880
- 1852, 5. Dezember Franz Xaver Schädler, † 16. Februar 1913 in Bamberg, Domkapitular in Bamberg, Politiker (Zentrum)
- 1856, 12. August, August Röchling, † 1937 in Aachen, deutscher Unternehmer
- 1860, 28. Februar, Josef Huber, † 23. Januar 1940, Politiker (SPD)
- 1862, 1. Juni, Alexander Neubert, † 11. Oktober 1945, Jurist,  Ministerialdirektor im bayerischen Innenministerium
- 1863, 20. September, Julius Exter, † 16. Oktober 1939 in Übersee am Chiemsee, Maler und Bildhauer
- 1864, 24. Oktober, Anton Fasig, † 8. März 1940 in Mannheim, deutscher Industrieller und Industrieverbandsfunktionär
- 1869, 23. Oktober, Robert Lauterborn, † 11. September 1952 in Freiburg im Breisgau, Hydrobiologe, Zoologe, Botaniker und Wissenschaftshistoriker
- 1870, 11. Oktober, Wilhelm Waldkirch, † 31. August 1942, Zeitungsverleger
- 1874, 17. Oktober, Ludwig Siebert, † 1. November 1942 in Stock/Chiemsee, Politiker (NSDAP), Ministerpräsident von Bayern 1933–1942
- 1875, 11. Dezember, Carl Jörns, † 19. Juli 1969 in Rüsselsheim, Automobilrennfahrer
- 1876, 26. November, Ernst Münch, † 9. Oktober 1946 in Lechbruck am See, Forstwissenschaftler
- 1877, 31. Januar, Therese Schmitt, † 17. August 1948 in Ludwigshafen, Politikerin (BVP), Abgeordnete im Bayerischen Landtag
- 1877, 14. Februar, Karl Reuter, † 16. Januar 1960 in München, Landrat in Obernburg am Main
- 1877, 17. August, Paul Dissinger † 14. Dezember 1964, Politiker (CDU)
- 1878, 16. Dezember, Karl Mayer, † 18. Oktober 1951 in München, Politiker
- 1879, 19. November, Emil Böhmer † 27. Mai 1957, Landrat
- 1879, 10. Dezember, Paul Münch, † 2. Januar 1951 in Neustadt an der Weinstraße, Autor und Mundartdichter
- 1879, 24. Dezember, Otto Fickeisen, † 14. Dezember 1963, Ruderer
- 1880, 31. Januar, August Schoetensack, † 29. Oktober 1957 in Würzburg, Rechtswissenschaftler und Ordinarius für Strafprozessrecht

### 1881 bis 1890
- 1881, 12. November, Jacob Hergenhahn, † 20. Mai 1966 in San Gabriel (USA), deutsch-US-amerikanischer Kunstturner
- 1882, 4. November, Otto Meyer, † unbekannt, Radrennfahrer
- 1883, 5. März, Ludwig Sauerhöfer, † 15. Oktober 1914, Ringer
- 1883, 30. September, Jakob Neser, † 25. Mai 1965, Ringer
- 1884, 17. März, Jacob Lutz, † 7. Juni 1954 in Meiningen, Architekt
- 1885, 8. Juli, Ernst Bloch, † 4. August 1977 in Tübingen, Philosoph und Schriftsteller
- 1885, 29. November, Fritz Jacobus, † 31. August 1951 in Stadtsteinach, Landrat im Landkreis Bergzabern
- 1886, 12. Mai, Ernst A. Lehmann, † 7. Mai 1937 in Lakehurst, Luftschiffkapitän und Zeppelinbauer
- 1888, 7. Juli, Friedrich Siebert, † 13. Mai 1950 in Würzburg, General der Infanterie
- 1888, 25. September, Walther Schmitt, † 11. Dezember 1931 in Essen, Gynäkologe und Hochschullehrer
- 1889, 13. Juli, Heinz Schifferdecker, † 25. Januar 1924 in Mannheim, Maler
- 1889, 9. August, Friedrich Burschell, † 19. April 1970 in München, Schriftsteller
- 1889, 30. Dezember, Ludwig Reichling, † 10. März 1964, Politiker (Zentrum/CDU)
- 1890, 20. Juli, Albert Arnheiter, † 26. April 1945 in Casalpusterlengo, Ruderer und Olympiasieger

### 1891 bis 1900
- 1892, 26. August, Ludwig Stamer, † 6. Oktober 1977 in Neustadt an der Weinstraße, Priester und Prälat der Diözese Speyer
- 1893, 23. Februar, Jakob Sommer, † 10. März 1955 in Mannheim, Politiker (SPD)
- 1893, 15. Juli, William Dieterle, † 8. Dezember 1972 in Ottobrunn, Filmregisseur, Schauspieler und Oscar-Preisträger
- 1894, 12. Februar, Käthe Seitz, † 15. September 1942 in Stuttgart, Widerstandskämpferin gegen den NS-Staat
- 1894, 28. Februar, Friedrich Wilhelm Wagner, † 17. März 1971, Politiker und Vizepräsident des Bundesverfassungsgerichts
- 1894, 6. März, Edgar Julius Jung, † Mitte 1934, Jurist, Politiker und Publizist
- 1894, 28. April, Hans Schnetzer, † 10. Januar 1994 in München, Architekt und Baubeamter der Postbauschule
- 1894, 3. Mai, Philipp Wüst, † 12. Oktober 1975 in Saarbrücken, Dirigent und Komponist
- 1894, 5. August, Walter Bappert, † 19. Februar 1985 in Freiburg i. Br., Verlagsrechtler und Rechtshistoriker
- 1894, 21. Dezember, Gustav Ehrhart, † 11. Dezember 1971 in Mainz, Chemiker und Industriemanager
- 1895, 16. Januar, Kurt Pfister, † 26. Mai 1951 in München, Schriftsteller, Kunsthistoriker und Musikwissenschaftler
- 1895, 18. Juli, Willy Weber, † 24. Juni 1959, Kunstmaler
- 1896, 6. Juni, Robert Lauth, † 27. Dezember 1985, Maler
- 1896, 7. Juli, Erich Hartmann, † 23. Februar 1976 in Achim, Politiker der NSDAP und Landrat in Preußen
- 1896, 11. August, Hanns Heene, † 13. April 1948 in Homburg, Psychiater und Gutachter in Verfahren der NS-Krankenmorde
- 1896, 26. August, Karl Laux, † 27. Juni 1978 in Dresden, Musikwissenschaftler, Musikkritiker
- 1897, 28. Februar, Edmund Hausen, † 28. April 1963 in Kaiserslautern, Kunsthistoriker
- 1897, 31. März, Joseph Friedrich Gustav Binder, † 30. März 1991 in Lindenberg im Allgäu, Grafiker und Maler
- 1897, 5. Juli, Hermann Knoll, † 20. Februar 1935 in Quirnheim, Priester der Diözese Speyer
- 1898, 21. Dezember, Otto Stabel, † 11. Januar 1970 in Bad Bergzabern, Politiker (NSDAP)
- 1899, 15. März, Joseph Bayerle, † 23. April 1941 in China, Missionar und Märtyrer
- 1899, 15. Juni, Siegfried Rösch, † 22. Januar 1984 in Wetzlar, Mineraloge und Farbwissenschaftler
- 1899, 15. Juli, Heinrich Schmitt, † 8. Februar 1985, Architekt und Hochschullehrer
- 1900, 15. Februar, Heinrich Völker, † 8. Juni 1975 in Worms, Politiker (SPD)
- 1900, 12. August, Karl Maria Zwißler, † 15. September 1984 in Mainz, Dirigent, Generalmusikdirektor, Generalintendant und Professor
- 1900, 13. September, Herbert Müller, † 24. November 1994, Politiker (KPD, SPD)
- 1900, 10. Oktober, Franz Heller, † 19. November 1970, Politiker (CDU)
- 1900, 22. Oktober, Karl Walz, † 17. April 1990 in Saarbrücken, Gewerkschafter und Politiker
- 1900, 26. Dezember, Franz Josef Kohl-Weigand, † 15. März 1972 in St. Ingbert, Unternehmer, Kunstsammler und Mäzen

## 20. Jahrhundert

### 1901 bis 1910
- 1901, 13. März, Ernst Lorenz, † 8. Mai 1980; Gewerkschafter und Politiker (SPD)
- 1901, 25. Oktober, Jacob „Jac“ Diehl, † 10. Dezember 1978 in Rostock, Schauspieler
- 1902, 9. Januar, Friedrich Graß, † 31. August 1971 in Landau/Pfalz, Volkswirt und Politiker, Landrat und Mitglied des Landtags von Rheinland-Pfalz
- 1902, 4. März, Paul Eppstein, † September 1944, Soziologe und Judenältester im Ghetto Theresienstadt
- 1902, 28. April, Kurt Frey, † 19. Januar 1945 in Heidelberg, Diplom-Volkswirt und Reichstagsabgeordneter (NSDAP)
- 1902, 24. Juli, Senta Geißler, † 19. Oktober 2000, Malerin
- 1902, 3. November, Wilhelm Bösing, † 10. April 1949 in Neustadt an der Weinstraße, Mitglied des Reichstags und NSDAP-Gauwirtschaftsberater
- 1902, 30. August, Eugen Mühlberger, † 1943, Gewichtheber, stellte zwei Weltrekorde auf
- 1903, 19. April, Georg Heieck, † 20. Januar 1977 in Mannheim, Maler
- 1903, 4. Juli, Eugen Herbst, † nach 1934, Politiker (KPD)
- 1903, 14. November, Georg Gehring, † 31. Oktober 1942 in Stettin, olympischer Bronzemedaillengewinner 1928 und mehrfacher Europameister im Ringen
- 1904, 11. Oktober, Ehmi Bessel, † 3. Februar 1988 in Hamburg, Schauspielerin
- 1904, 11. Oktober, Ernst Kern, † 3. März 1976, Vorsitzender der Sozialistischen Jugendbewegung in Ludwigshafen und des Bezirks Pfalz, Stadtrat (SPD)
- 1905, 12. November, Willy Feller, † 9. Juli 1979, Politiker (KPD), rheinland-pfälzischer Minister
- 1905, Hans Gelbert, † 1988, Ruderer, Ersatzmann des Deutschland-Achters bei den olympischen Sommerspielen 1932, Architekt
- 1906, 27. März, Robert Leuthner, † ?, Landrat im Landkreis Kusel
- 1906, 5. April, Alfred Schimmel, † 26. Februar 1948 in Hameln, Jurist, SS-Sturmbannführer, zum Tode verurteilt und hingerichtet
- 1907, 19. Januar, Ludwig Schuster, † 20. Februar 1976 in Ludwigshafen, Politiker (CDU), Mitglied des Landtags von Rheinland-Pfalz
- 1907, 9. Dezember, Heinrich Fürst, † 23. Dezember 2001 in Wuppertal, Schauspieler
- 1908, 22. Mai, Erwin Brünisholz, † 14. Juli 1943, Maler
- 1910, 27. März, Walter Ebrecht, † 24. Mai 1978, evangelischer Theologe und Kirchenpräsident der Evangelischen Kirche der Pfalz
- 1910, 18. Juli, Hermann Becker-Freyseng, † 27. August 1961 in Heidelberg, NS-Mediziner und Verurteilter im Nürnberger Ärzteprozess
- 1910, 13. Dezember, Johannes Emil Gugumus, † 1. Januar 1979; Theologe

### 1911 bis 1920
- 1911, 12. Februar, Hermine Schröder, † 9. August 1978, Leichtathletin
- 1911, 14. Februar, Helmut Rußwurm, † 6. September 1995, Maler und Graphiker
- 1911, 20. Mai, Ernst Drayß, † 15. September 1982 in Mannheim, Fußballspieler
- 1911, 2. Juli, Karl Ehret, † 10. April 1991, Ringer
- 1911, 9. Juli, Willy Boepple, † 22. September 1992 in Weinheim, Politiker, Landtagsabgeordneter
- 1911, 18. Oktober, Hermann Poeverlein, Professor für Angewandte Geophysik und Lehrstuhlinhaber in Darmstadt[1]
- 1912, 10. Januar, Karl Nord, † 11. April 2003 in Ludwigshafen, Laborant und im Widerstand gegen den Nationalsozialismus, Kulturamtsleiter der Stadt Ludwigshafen
- 1912, 24. März, Helmut Ibach, † 1. September 1996, Historiker, Journalist und Publizist
- 1912, 5. Juni, Karl Litzenburger, † 4. März 1997 in Saarburg, deutsch-französischer Architekt
- 1912, 7. September, Fritz Schäfer, † 15. Oktober 1973, olympischer Silbermedaillengewinner 1936 und vierfacher Europameister im Ringen
- 1912, 12. September, Max Rostock, † 13. September 1986 in Mannheim, SS-Obersturmführer und Leiter der SD-Dienststelle in Kladno
- 1913, 17. November, Johann Georg Müller, † 20. Juni 1986 in Koblenz, Künstler
- 1913, 16. Dezember, Paul Herrmann, † 19. Oktober 2015, Landrat und Landtagsabgeordneter (CDU)
- 1914, 29. August, Romuald Sixtus Wegner, † 12. Februar 1945 in Manila, Schulbruder und Märtyrer
- 1915, 6. Februar, Heinz Brenck, † 14. Oktober 1983 in Bonn, Politiker (CSU)
- 1916, 8. Oktober, Fritz Schneider, † 4. November 2006 in Kaiserslautern, Politiker (FDP)
- 1917, 6. März, Oswald Karch, † 28. Januar 2009, Autorennfahrer
- 1917, 15. Juli, Helmut Stimm, † 30. März 1987 in München, Romanist und Hochschullehrer
- 1917, 31. Oktober, Roland Peter Litzenburger, † 24. Dezember 1987 in Markdorf-Leimbach am Bodensee, Grafiker, Maler und Bildhauer
- 1918, 13. August, Gerhardt Bosch, Nervenarzt, Chefarzt der Jugendpsychiatrie in Süchteln/Rheinland; Neffe von Carl Bosch
- 1919, 30. Januar, Ernst Gutting, † 27. September 2013, Weihbischof in Speyer
- 1919, 21. April, Rudolf Scharpf, † 25. Oktober 2014, Maler und Grafiker
- 1919, 23. April, Klaus Gamber, † 2. Juni 1989, katholischer Priester und Liturgiehistoriker
- 1919, 10. November, Ruth Schirmer, † 1996, Schriftstellerin und Übersetzerin

### 1921 bis 1930
- 1921, 9. Mai, Rudi Kurz, † 20. Oktober 2020, Drehbuchautor, Schauspieler und Regisseur
- 1922, 1. März 1922, Adolf Müller-Emmert, † 2. Juli 2011, Politiker (SPD)
- 1924, 24. Februar, Inge Blum, † 12. August 2011, Bildhauerin
- 1924, 18. August, Margot Schürmann, † 14. Dezember 1998, Architektin
- 1924, 30. Dezember, Helmut Josef Braun, † 25. Oktober 2010 in Stegen, Forstwissenschaftler
- 1925, 15. Mai, Klaus Meyer-Gasters, † 25. November 2016 in Steinau an der Straße, Pressezeichner, Aquarellist, Maler und Verleger
- 1925, 20. September Erich Ramstetter, † 16. September 2022 in Ludwigshafen, katholischer Priester
- 1925, 26. November, Hilde Roth, † 18. August 2022, Schneidermeisterin und Designerin
- 1925, 16. Dezember, Eugen Roth, † 25. März 2011, Bildhauer und Maler
- 1926, 26. Januar, Hans Bardens, † 20. März 2003, Politiker (SPD)
- 1926, 9. Mai, Kurt Weber, † 23. Dezember 2007, Physiker und Kristallograph, Hochschullehrer
- 1926, 8. September, Josef Blank, † 2. Oktober 1989 in Homburg, römisch-katholischer Theologe und Hochschullehrer
- 1927, 1. Februar, Helmut Striffler, † 2. Februar 2015 in Mannheim, Architekt
- 1927, 12. Februar, Robert Schmitt-Brandt, Indogermanist, † 27. März 2025 in Görke
- 1927, 17. Februar, Ute Petry, † 18. Oktober 2009 in Ludwigshafen, Malerin
- 1927, 24. März, Ernst Bayer, † 31. Januar 2002, Chemiker und Hochschullehrer
- 1927, 27. Juni im Ortsteil Rheingönheim, Erika Simon, † 15. Februar 2019 in Würzburg, Klassische Archäologin
- 1928, 31. Januar, Oswald Hahn, † 11. September 1999, Wirtschaftswissenschaftler, Hochschullehrer
- 1928, 8. Juli, Rudolf Kortokraks, † 11. September 2014 in Hallein (Österreich), Maler
- 1929, 3. März, Siegrid Ernst, † 20. März 2022 in Bremen, Komponistin, Pianistin und Musikpädagogin
- 1929, 17. März, Gerhard Geis, † 17. März 2015 in Bad Kreuznach, Politiker (CDU)
- 1929, Hermann Theophil Juncker, bildender Künstler und Kunsterzieher
- 1929, 20. Juli, Hansjörg Sinn, Chemiker und Politiker
- 1929, 9. August, Hermann Schreiber, † 12. April 2020, Journalist, Autor und Moderator
- 1929, 13. August, Gerhard Brenner, † 24. August 1981, Politiker (CDU)
- 1929, 12. November, Waldemar Schreckenberger, † 4. August 2017, Staatssekretär und Chef des Bundeskanzleramts 1982–1984
- 1929, 16. Dezember, Kurt Böckmann, † 21. September 2008, Politiker (CDU)
- 1930, Günter Sinn, † 13. März 2011 in Bad Vilbel, Landschaftsarchitekt und Sachbuchautor
- 1930, 28. Januar im Ortsteil Friesenheim, Kurt Biedenkopf, † 12. August 2021 in Dresden, Hochschullehrer, CDU-Generalsekretär, Bundestagsabgeordneter und Ministerpräsident von Sachsen (1990–2002)
- 1930, 3. April im Ortsteil Friesenheim, Helmut Kohl, † 16. Juni 2017 in Ludwigshafen, Ministerpräsident von Rheinland-Pfalz (1969–76) und deutscher Bundeskanzler (1982–98)
- 1930, 15. November, Hans Schmidt, † 8. März 1998 in München, Historiker und Hochschullehrer
- 1930, 31. Dezember, Renate Hoy, † 1. Juli 2024, Schauspielerin und Model

### 1931 bis 1940
- 1931, 15. Mai, Wolfgang Lauth, † 30. August 2011 in Mannheim, Jazzmusiker
- 1931, 2. Oktober, Willi Massa, † 25. Februar 2001 in Tünsdorf, Theologe, Homiletiker und Meditationslehrer
- 1932, 29. März, Hans Klingel, † 14. Januar 2019 in Braunschweig, Zoologe und Verhaltensforscher
- 1932, 25. April, Hans Bernhard Kief, Ingenieur der Elektrotechnik und Fachbuchautor
- 1932, 5. Mai, Helmut Bein, † 3. August 2006 in Ludwigshafen, Rallyefahrer und Motorsportfunktionär
- 1932, 16. September, Robert Franz Schmidt, † 13. September 2017, Physiologe, Professor an der Universität Würzburg
- 1933, 31. August, Maren Kuhn-Rehfus, † 2. September 1993 in Sigmaringen, Historikerin und Archivdirektorin
- 1933, 26. September, Diethelm Conrad, † 20. September 2011, evangelischer Theologe und Archäologe
- 1933, 20. November, Herrad Prete, Malerin
- 1933, 23. November, Claus König, Ornithologe, Kurator und Museumsdirektor
- 1934, Fritz K. Ringer, † 3. Februar 2006 in Washington, D. C., amerikanischer Historiker
- 1934, 13. Februar, Fritz Nies, † 9. Oktober 2023, Romanist
- 1934, 29. Mai, Wilhelm Steinmüller, † 1. Februar 2013 in Berlin, Jurist und Psychotherapeut
- 1934, 12. Juni, Manfred Schlosser, † nach 26. Juni 2013, Chemiker
- 1934, 17. August, Manfred Ziegler, † 29. September 2014, Urologe und Hochschullehrer
- 1935, 19. Januar, Herbert Walther, † 22. Juli 2006 in München, Physiker
- 1935, 27. Februar, Herbert Waldenberger, † 18. Juli 2017 in Landau-Queichheim, Politiker (CDU)
- 1935, 8. März, Gerd Forster, Schriftsteller
- 1935 17. März, Hans Zirker, † 13. März 2025 in Neuss, Theologe
- 1935, 6. Juni, Dieter Hellwinkel, Chemiker und Hochschullehrer
- 1935, 7. Juni, Dieter Simon, Rechtswissenschaftler
- 1936, 3. Mai, Gerhard Heid, † 19. März 1972 in Hamburg, Fußballtrainer und -manager
- 1936, 20. Mai, Bernhard Scharf, † 2. Juli 2024, Politiker (FDP), Landtagsabgeordneter
- 1936, 4. Oktober, Jochen Garbsch, † 23. April 2003 in München, Archäologe
- 1936, 16. Oktober, Wolfgang Schenkel, Ägyptologe
- 1936, 6. November, Barbara Heller, Komponistin und Pianistin
- 1936, 8. November, Philipp Fürst, † 6. November 2014 in Ludwigshafen, Geräteturner
- 1937, 5. Januar, Werner Lorenz, † 20. März 2020, Eishockeyspieler beim Mannheimer ERC
- 1937, 6. Januar, Bernd Breitenbruch, Bibliothekar und Buchwissenschaftler
- 1937, 9. Mai, Annemarie Kuhn, Gewerkschaftssekretärin und Politikerin
- 1937, 13. Juni, Volker Ludwig, Dramatiker und Theaterleiter
- 1937, 1. Juli, Norbert Roske, Politiker (GRÜNE)
- 1937, 10. Dezember, Willy Leonhardt, † 14. Juni 2017 in Saarbrücken, Politiker (SPD)
- 1938, 15. Februar, Rolf Cyriax, Germanist, Verlagslektor, Karikaturist und Sachbuchautor
- 1938, 8. Mai, Heinrich Wilhelm Schwab, † 20. Januar 2025, Musikwissenschaftler und Hochschullehrer
- 1938, 8. Mai, Gerhard Auer, Architekt und von 1980 bis 2003 Hochschullehrer an der TU Braunschweig
- 1938, 25. Juli, Manfred Holz, † 22. Oktober 2014, Physiker
- 1938, 2. Oktober, Helga de la Motte-Haber, Musikwissenschaftlerin, Hochschullehrerin
- 1939, 7. Februar, Johannes Berger, Soziologe
- 1939, 9. März, Rainer Hachfeld, † 28. Mai 2024 in Berlin, politischer Karikaturist und Bühnenautor
- 1939, 9. Juli, Eckart Straube, † 18. März 2025, Psychologe, Psychotherapeut und Autor
- 1939, 7. November, Ulrich Mohr, seit 2013 Träger des Verdienstordens des Landes Rheinland-Pfalz
- 1940, 11. März, Fanny Morweiser, † 18. August 2014 in Mosbach, Schriftstellerin
- 1940, 7. Juni, Lambert Hamel, Schauspieler und Synchronsprecher
- 1940, 5. August, Sigi Schwab, † 11. Januar 2024 in München, Gitarrist und Komponist
- 1940, 26. August, Klaus Dietz, Mathematiker, Statistiker und ab 1976 Ordinarius für Medizinische Biometrie in Tübingen
- 1940, 11. November, Wolfram Wette, Historiker und Friedensforscher
- 1940, 18. November, Wolfgang Engel, † 7. Dezember 2015 in Lenglern, Mediziner und Hochschullehrer

### 1941 bis 1950
- 1941, 20. Juli, Michael Stolleis, † 18. März 2021 in Frankfurt am Main, Jurist und Rechtshistoriker
- 1941, 1. August, Rainer Rund, Politiker (SPD)
- 1942, 27. September, Lorenz Horr, † 19. August 2023 in Enkenbach-Alsenborn, Fußballspieler
- 1942, 8. Oktober, Peter Fromherz, deutscher Biochemiker und Biophysiker
- 1943, 7. Januar, Ursula Männle, Sozialwissenschaftlerin und Politikerin (CSU)
- 1943, 6. Juni, Heinz Kiehl, † 26. Juli 2016, Ringer
- 1943, 10. Juni, Alfons Messerschmitt, † 14. Dezember 2022, Sportschütze
- 1943, 24. Juni, Karl Sommer, Verfahrenstechniker und Hochschullehrer
- 1944, 12. Januar, Dieter Anders, Jurist
- 1944, 21. April, Gerd Volz, † 5. März 2010 in Schifferstadt, Ringer
- 1944, 12. November, Hermann Barth, † 15. März 2017 in Hannover, evangelischer Theologe und Ethiker
- 1945, 18. November, Brigitte Lange, Politikerin (SPD)
- 1946, 14. Januar, Walter Müller, Klassischer und Prähistorischer Archäologe
- 1946, 20. Juli, Johann Braun, deutscher Rechtswissenschaftler und Rechtsphilosoph
- 1946, 22. Juli, Hans Reffert, † 21. Februar 2016 in Mannheim, Musiker und Komponist
- 1946, 6. Oktober, Saskia Wendel, römisch-katholische Theologin
- 1946, 2. Dezember, Hans-Jürgen Veil, olympischer Silbermedaillengewinner 1972 im Ringen
- 1947, Wilma Ruth Albrecht, Autorin
- 1947, 10. Juni, Peter Leibfried, † 12. November 2014 in Trippstadt, Bürgermeister der Verbandsgemeinde Kaiserslautern-Süd (1980–2000), Staatskommissar in Blankenhain (2002–2006)
- 1947, 14. Juni, Manfred Kropp, Semitist und Hochschullehrer
- 1947, 22. Juni, Frieder Bernius, Chorleiter und Dirigent
- 1947, 23. Juni, Peter Herrle, Architekt und Stadtforscher
- 1947, 11. Oktober, Volker Sprenger, Radrennfahrer
- 1948, 8. Juni, Stefan H. E. Kaufmann, Biologe
- 1948, 16. Juni, Wolfgang Tress, † 6. März 2023, Psychotherapeut und Psychoanalytiker
- 1948, 29. November, Herbert Trautmann, † 10. Juni 2006 in Bad Dürkheim, Politiker (CDU)
- 1949, 4. Januar, Josef Keller, Politiker (CDU)
- 1949, 13. Januar, Hannelore Klamm, Politikerin (SPD)
- 1949, 4. Juli, Rainer Albert, Lehrer, Numismatiker und Fachbuchautor
- 1949, 11. August, Hermann Kohlenbrenner, Fußballspieler
- 1950, 6. März, Rainer Dörrzapf, Gewichtheber
- 1950, 25. März, Roland Kohn, Publizist und Politiker (FDP)
- 1950, 27. März, Heidemarie Dann, Politikerin (GRÜNE)
- 1950, 30. Juni, Peter Roos, Schriftsteller und Journalist
- 1950, 11. September, Michael Werling, Architekt, Hochschullehrer und Denkmalpfleger
- 1950, 26. Oktober, Kurt E. Becker, Autor
- 1950, 19. Dezember, Walter Frosch, † 23. November 2013 in Hamburg, Fußballspieler

### 1951 bis 1960
- 1951, Robert Schwarz, Grafiker und Buchkünstler
- 1951, 8. Januar, Franz Pachl, Schachkomponist
- 1951, 30. März, Ludwig Schuster, Fußballspieler
- 1951, 11. April, Karl-Hans Rothaug, Jurist
- 1951, 26. Mai, Paul Gans, Geograph und Hochschullehrer
- 1952, Hans Strauß, Jurist
- 1952, 1. Januar, Michael Brenner, † 21. Mai 2011 in Erpolzheim, Impresario und Theaterproduzent
- 1952, 22. April, Walter Gropp, Jurist
- 1952, 22. August, Reinhard Urschel, Journalist und Autor
- 1952, 22. November, Gerhard Fouquet, Historiker
- 1953, 6. Januar, Manfred Kaltz, Profifußballer und Offensivverteidiger
- 1953, 16. Januar, Hans-Jürgen Wendel, Philosoph
- 1953, 7. Februar, Georg Viktor, Bildhauer
- 1953, 17. April, Norbert Bolz, Medienwissenschaftler
- 1953, 22. Mai, Doris Barnett, Politikerin (SPD)
- 1953, 23. Mai, Wolfgang Löckel, † 19. Januar 2021 in Weinheim, Eisenbahnautor
- 1953, 12. Juli, Renate Ohr, Ökonomin
- 1953, 31. August, Napoleon Seyfarth, † 2. Dezember 2000 in Berlin, Schriftsteller, Autor, Anti-AIDS-Aktivist
- 1953, 9. Oktober, Reiner Klingholz, Chemiker, Molekularbiologe und Journalist
- 1953, 22. November, Dorette Deutsch, Buchautorin und Journalistin
- 1954, Rainer Weissauer, Mathematikprofessor
- 1954, 5. Februar, Matthias Spindler, Journalist und Historiker
- 1954, 15. April, Siegfried Bethke, Physiker und Wissenschaftsmanager
- 1954, 29. April, Rolf Krauß, Ringer und Europameister im griechisch-römischen Stil im Fliegengewicht
- 1954, 5. Juni, Hannelore Paflik-Huber, Kunstwissenschaftlerin und Kuratorin
- 1954, 30. Juni, Thomas Zoller, Jazzmusiker und Komponist
- 1954, 11. August, Roland Reber, † 11. September 2022 in Unterdießen, Regisseur, Autor und Schauspieler
- 1954, 29. August, Uwe Klein, Brigadegeneral des Heeres der Bundeswehr
- 1954, 20. September, Martin Seel, Philosoph
- 1954, 24. September, Bruno Hain, Pfälzer Mundartdichter † 2024
- 1955, Stephan Kern, bildender Künstler
- 1955, 18. Januar, Peter Gaudron, Arzt, Professor, Internist, Kardiologe, Psychotherapeut
- 1955, 15. Mai, Sigrid Mratschek, Althistorikerin
- 1956, Reinhold Rieger, evangelischer Theologe
- 1956, Wolfgang Zurborn, Fotograf
- 1956, 2. Januar, Gerhard Sattel, Ringer
- 1956, 23. Januar, Eva Lohse, Politikerin (CDU)
- 1956, 7. Februar, Wolfgang Heer, Manager
- 1956, 26. Mai, Gerhard Sagerer, Informatiker und Rektor der Universität Bielefeld
- 1956, 15. August, Matthias Karch, Architekt, Bühnenbildner und Kostümbildner
- 1956, 26. November, Michael Bachmann, Mediziner und Hochschullehrer
- 1957, 19. Mai, Pia Müller-Tamm, Kunsthistorikerin, Direktorin der Staatlichen Kunsthalle Karlsruhe
- 1958, 25. Juni, Thomas H. Ittel, Mediziner und Wissenschaftler, Klinikdirektor
- 1958, Clemens Dreyer, Musiker und Publizist
- 1958, Bernhard Echte, Verleger, Literaturwissenschaftler, Publizist und Kurator
- 1958, 14. Februar, Christian Schad, evangelischer Theologe und Kirchenpräsident der Evangelischen Kirche der Pfalz
- 1958, 16. Februar, Thomas Schnalke, Medizinhistoriker, Universitätsprofessor und Museumsleiter
- 1958, 27. Februar, Thomas Johannes Hauck, Autor, Designer, Künstler und Schauspieler
- 1958, 24. Mai, Peter Lang, Schwimmer und Olympiateilnehmer
- 1958, 30. Juni, Bernhard Braun, Politiker (GRÜNE)
- 1958, 4. August, Bernd Sattler, Leichtathlet
- 1958, 7. Oktober, Ute Kittelberger, † 4. September 2021 in Wachenheim, Schauspielerin und Model
- 1958, 10. Dezember, Willi Tatge, Politiker (GRÜNE)
- 1959, 22. Januar, Jochen Blum, Mediziner und Hochschullehrer
- 1959, 5. Juni, Wolfgang Meyer, Soziologe und Hochschullehrer
- 1959, 28. Juni, Wolfram Reiss, Pfarrer und Religionswissenschafter
- 1960, Traudel Himmighöfer, Theologin und Bibliothekarin
- 1960, Martin Neumeyer, Ministerialdirektor
- 1960, 17. April, Thomas Blenke, Politiker (CDU), Mitglied des Landtages von Baden-Württemberg
- 1960, 19. Juli, Volker Bengl, Opern- und Operettensänger
- 1960, 21. Oktober, Peter Löw, Jurist, Unternehmer, Investor und Autor
- 1960, 24. Oktober, Wolfgang Güllich, † 31. August 1992 in Ingolstadt, Extremkletterer
- 1960, 24. November, Dieter M. Gräf, Schriftsteller

### 1961 bis 1970
- 1961, 22. Mai, Bernd Scherer, Ringer
- 1961, 30. Mai, Sabine Vitua, Schauspielerin
- 1961, 4. Juli, Thomas Hauth, Übersetzer
- 1961, 5. Juli, Heike Scharfenberger, Politikerin (SPD)
- 1961, 22. Juli, Michael Landgraf, Autor und Theologe
- 1961, 29. September, Wolfgang Wittmann, CDU, Kommunalpolitiker, Stadtrat 1989–2014, Träger des Ehrenrings der Stadt Ludwigshafen
- 1961, 3. Oktober, Stefan Hörner, † 31. Dezember 2016, Historiker
- 1961, 23. November, Thomas Hahl, Hockeynationalspieler
- 1961, 4. Dezember, Michael Lueg, Journalist und Moderator
- 1962, Gisela Fleckenstein, Historikerin und Archivarin
- 1962, Ulrich Magin, Autor und Journalist
- 1962, Stefan Buhk, österreichischer Koch
- 1962, 16. Juli, Frank Winkler, Volleyballnationalspieler
- 1962, 20. Juli, Markus Scherer, Ringer
- 1962, 1. September, Jutta Steinruck, Politikerin (SPD), Oberbürgermeisterin Ludwigshafens
- 1962, 24. September, Michael Ling, Jurist und Theologe
- 1963, 7. Februar, Thomas Fahrner, Schwimmer
- 1963, 10. April, Andreas Böhn, Professor der Germanistik
- 1963, 24. Juni, Stefan Pfrengle, Eiskunstläufer
- 1963, 16. Juli, Walter Kohl, Historiker, Volkswirt, Unternehmer und Autor
- 1963, 30. September, Jutta Müller-Tamm, Professorin der Philologie an der FU Berlin
- 1963, 24. Oktober, Volker Diehl, † 29. April 2022 in Dänemark, Radrennfahrer
- 1963, 6. November, Barbara Eligmann, Fernsehmoderatorin
- 1963, 24. Dezember, Michaela Kopp-Marx, Literaturwissenschaftlerin und Hochschullehrerin
- 1964, Hans-Christoph Michel, Schauspieler
- 1964, Viola Neu, Politologin
- 1964, 18. März, Johannes Mazomeit, Geobotaniker und Umweltplaner
- 1964, 1. September, Ute Enzenauer, Radsportlerin
- 1964, 11. November, Roger Gössner, Ringer
- 1964, 24. Dezember, Michaela Kopp-Marx, Literaturwissenschaftlerin
- 1965, 13. Januar, Maria Stange, Harfenistin
- 1965, 18. Januar, Claudio Passarelli, Ringer und Weltmeister
- 1965, 3. Februar, Markus Magin, römisch-katholischer Geistlicher und Generalvikar
- 1965, 15. März, Joachim Weickert, Mathematiker
- 1965, 17. März, Susanne Göpferich-Görnert, † 30. Oktober 2017, Übersetzungswissenschaftlerin
- 1965, April, Olaf Mückain, Kunsthistoriker, Museumsleiter in Worms
- 1965, 15. April, Thorsten Bach, Chemiker und Professor für Organische Chemie
- 1965, 15. April, Claudia Leistner, Eiskunstläuferin
- 1965, 28. August, Peter Kohl, Autor und Unternehmer
- 1965, 24. Dezember, Michael Decker, Physiker
- 1966, Stefanie Kreuzer, Kunsthistorikerin und Kuratorin für zeitgenössische Kunst
- 1966, 12. Februar, Ralf Cramer, Manager
- 1966, 28. März, Jochen Messemer, Manager und Unternehmensberater
- 1966, 2. April, Jochen Kitzbihler, Bildhauer
- 1966, 13. April, Johannes Wallacher, Ökonom und Philosoph
- 1966, 3. Mai, Tilmann Schillinger, Schauspieler und Regisseur
- 1966, 14. August, Hans Peter Reutter, Komponist und Kabarettist
- 1967, 19. Februar, Leonhard Birnbaum deutsch-italienischer Manager, Vorstandsvorsitzender des E.ON-Konzerns
- 1967, 15. Mai, Yvette Gerner, Journalistin
- 1968, 26. März, Jutta Müller, Windsurferin
- 1969, Muriel Zoe, Singer-Songwriterin und Malerin
- 1969, 29. Mai, Christian Hehl, Politiker (NPD), † 16. Oktober 2022 in Mannheim
- 1970, 16. April Thomas Wilms, Zoologe
- 1970, 17. April, Monika Geier, Autorin

### 1971 bis 1980
- 1971, Sabine Dehnel, Konzept- und Multimedial-Künstlerin
- 1971, Gerald Kretzschmar, evangelischer Theologe
- 1971, 7. August, Stefan Klee, Politiker (SPD)
- 1972, Judith Braun, Opernsängerin (Saarländisches Staatstheater Saarbrücken)
- 1972, Felix Stadtfeld, Philosoph, Pädagoge, Schulleiter und Autor
- 1972, 8. Mai, Holger Marks, Tenor
- 1972, 15. Juni, Stefan Malz, Fußballspieler und -trainer
- 1972, 16. Juni, Sabine Ahrens-Eipper, Psychologin, psychologische Psychotherapeutin und Autorin
- 1972, 28. Juni, Mario Kordić, bosnischer Politiker
- 1973, 15. Januar, Ulrich Zehfuß, Sänger, Liedermacher und Autor
- 1974, 1. Oktober, Sanne Kurz, Kamerafrau
- 1975, Nicola Kirsch, Schauspielerin
- 1975, Sabine Swoboda, Juristin und Hochschullehrerin an der Ruhr-Universität Bochum
- 1975, 20. Mai, Thomas Plischke, Autor
- 1976, Simone Janson, Autorin und Bloggerin
- 1976, 7. Mai, Jürgen Frosch, bekannt unter dem Künstlernamen Jay Frog, Musiker und Komponist
- 1976, 29. Juni, Joachim Merk, Ökonom und Hochschullehrer
- 1976, 31. August, Michael Petry, Fußballspieler
- 1976, 28. Dezember, Alexander Görlach, Journalist, Publizist und Herausgeber des Debatten-Magazins The European
- 1977, 3. Februar, Boris Weirauch, Politiker (SPD) und Landtagsabgeordneter
- 1977, 7. März, Daniel Hissnauer, Jurist und Richter am Bundesverwaltungsgericht
- 1977, 8. Mai, Michael Schäfer, Leichtathlet
- 1977, 24. August, Soner Uysal, Fußballspieler
- 1977, 13. September, Dörte Schall, Politikerin (SPD)
- 1977, 15. Oktober, Marcus Held, Politiker (SPD)
- 1978, 15. März, Sascha Koch, Fußballspieler, -trainer, Scout und Berater
- 1978, 7. Juni, Diana Panke, Politikwissenschaftlerin
- 1979, 27. Juni, Benedikt Hensel, evangelischer Theologe
- 1979, 28. Dezember, Johannes Büchs, Journalist und Fernsehmoderator
- 1980, 19. März, Friedrich Heinrich Kern, Komponist

### 1981 bis 1990
- 1981, 4. Mai, Jan-Peter Peckolt, Segler (49er Jolle)
- 1981, 26. November, Boris Brejcha, DJ und Musikproduzent
- 1982, 16. November, Nicole Bender, Fußballspielerin
- 1982, 18. November, Hannes Peckolt, Segler (49er Jolle)
- 1982, 13. Dezember, Dominik Werling, Fußballspieler
- 1983, 19. Mai, Thomas Meyer, Politikwissenschaftler
- 1983, 17. Juli, Christoph Böcher, Fußballspieler
- 1984, 11. Mai, Haiko Hörnig, Drehbuch- und Comicautor
- 1984, 11. Oktober, Katharina Wolf, verheiratete Katharina Kullmann, Schriftstellerin
- 1986, 1. Oktober, Daniela Katzenberger, Model, Sängerin und Schriftstellerin
- 1987, 3. April, Christiane Berger, Eiskunstläuferin
- 1987, 10. September, Andreas Maier, Eishockeyspieler
- 1988, 13. September, Gringo Mayer, Musiker
- 1988, 13. November, Elisabeth Günther, Archäologin
- 1989, 24. Juli, Kerstin Burgey, Fußballspielerin
- 1990, 8. Januar, Christian Klimek, Handballspieler
- 1990, 9. März, Patrick Haag, Fußballspieler
- 1990, 21. Juni, Katrin Welter, Handballspielerin und -trainerin
- 1990, 13. August, Martin Röser, Fußballspieler
- 1990, 6. November, André Schürrle, Fußballspieler
- 1990, Tobias Frohnhöfer, Jazzmusiker

### 1991 bis 2000
- 1991, 3. August, Christoph Sauter, Fußballspieler
- 1991, 15. November, Christian Dissinger, Handballspieler
- 1991, 23. November, Thomas Hahl, Hockeynationalspieler
- 1992, Gellért Szabó Gitarrist, Dirigent, Komponist
- 1992, 9. März, Patrick Dogue, Moderner Fünfkämpfer
- 1992, 9. August, Victoria Scherer, Schauspielerin
- 1992, 25. August, Jenny Frankhauser, Schlagersängerin
- 1992, 9. September, Philipp Klement, Fußballspieler
- 1993, 15. Februar, Paul Ehmann, Fußballspieler
- 1993, 28. Dezember, Lucas Röser, Fußballspieler
- 1995, 10. Mai, Julia Pfrengle, Eiskunstläuferin
- 1995, 1. November, Marvin Dogue, Moderner Fünfkämpfer
- 1996, 12. Januar, Maximilian Waack, Fußballspieler
- 1996, 14. Mai, Kathrin Becker, Fußballspielerin
- 1996, 27. Juni, Antonio Metzner, Handballspieler
- 1996, 22. August, Philipp Bauer, Handballspieler
- 1996, 27. Oktober, Nadiem Amiri, Fußballspieler
- 1997, 23. Oktober, Apache 207, Rapper
- 1998, 10. Dezember, Luca Stellwagen, Fußballspieler
- 1999, 24. Januar, Lars Röller, Handballspieler
- 2000, 29. Juni, Stefano Russo, Fußballspieler
- 2000, 6. Juli, Jannis Schneibel, Handballspieler